# Namrata Shirodkar
Namrata Shirodkar Ghattamaneni (ur. 22 stycznia 1972 Bombaju, Maharasztra, Indie) – bollywoodzka aktorka, miss Indii w 1992 roku, od lutego 2005 roku żona aktora z filmów w języku telugu Mahesha Babu. Nominowana do Nagrody IIFA dla Najlepszej Aktorki Drugoplanowej w Pukar.

## Filmografia
1. Rok Sako To Rok Lo (2004) – Sandra (Narrator)
2. Bride and Prejudice (2004) – Jaya Bakshi
3. Insaaf: The Justice (2004) – p. Kunti V. Prasad
4. Anji (2004) – Swapna
5. Charas: A Joint Operation (2004) – Pia
6. LOC Kargil (2003) – żona porucznika Joshi
7. Tehzeeb (2003) – Aloka
8. Pran Jaaye Par Shaan Na Jaaye (2003) – Mona
9. Maseeha (2002) – Pinky
10. Dil Vil Pyar Vyar (2002) – Raksha
11. Hathyar (2002) – Sonu Shivalkar (mama Rohita)
12. Tera Mera Saath Rahen (2001) – Suman Gupta
13. Albela (2001) – Nina
14. Vamsee (2000) – Fashion student
15. Aaghaaz (2000) – Gittika
16. Astitva (2000) – Revati
17. Hera Pheri (2000) – Ms. Chinga, dancer
18. Pukar (2000) – Pooja Mallapa
19. Vaastav: The Reality (1999) – Sonia
20. Ezhupunna Tharakan (1999) – Aswathy
21. Zranione serca (1999) – Ragini Pandit
22. Hero Hindustani (1998) – Nikki
23. Jab Pyaar Kisise Hota Hai (1998) – Pooja (gościnnie)
24. Mere Do Anmol Ratan (1998) – Kiran (córka Sudhakara)